# Университет Антильских островов и Гвианы
Университет Антильских островов и Гвианы — бывший французский университет, расположенный в Заморском регионе и в Заморском департаменте Франции, относился к академии Французской Гвианы. Основан в 1982 году. В 2014 году был разделён на Университет Антильских островов и Университет Французской Гвианы.

## История
История университета начинается в конце XIX века с преподавания права. После Второй мировой войны основан факультет права и организация учебного процесса поручена профессору Генри Визёз с факультета Университета Бордо. В 1963 году созданы центры высшего научного образования и филологии как филиалы факультетов естественных наук и филологии Университета Бордо. В 1970 году основан университетский центр Антильских островов и Гвианы, добавлены еще 4 факультета. В 1982 году официально основан Университет Антильских островов и Гвианы, включающий в себя еще 2 новых факультета и 5 институтов.

## Структура
В состав университета входило 8 факультетов и 6 институтов.
Факультеты:
- Факультет медицины.
- Факультет права и экономики на Мартинике.
- Факультет гуманитарных наук и филологии.
- Факультет естественных наук.
- Межфакультетный научный департамент.
- Междисциплинарный факультет филологии и гуманитарных наук.
- Факультет права и экономики в Гваделупе.
- Факультет физической культуры и спорта.

Институты:
- Институт высшего образования Гвианы.
- Технологический институт при университете.
- Институт математических исследований.
- Институт по подготовке государственных служащих.
- Институт франкоязычного высшего образования.
- Юридический институт.